# 長田弘幸
長田弘幸（ながた ひろゆき、1963年 5月5日- ）は、北海道栗山町角田出身の障害者ノルディックスキー選手。北海道栗山高等学校卒業。北海道電子計算機専門学校（現北海道情報専門学校卒業。トッパン･ムーア株式会社（現トッパン・フォームズ入社。バイク事故後に退社。日立ソリューションズ「チームAURORA（アウローラ）」スキー部所属。脊髄損傷による下半身麻痺のため、シットスキーを使用。種目はクロスカントリー、バイアスロン。冬季パラリンピックでは3大会に連続出場。2004年ワールドカップカナダ大会で金メダルを獲得。

## 人物
21歳の夏、北海道に帰省時のバイク事故（国道36号線、前方の乗用車に追突）により、脊髄損傷による下半身麻痺となる。
1998年長野パラリンピック大会よりクロスカントリースキー競技を開始し、以降、国際大会に出場。夏季は車いすマラソンの大会に参加。
既婚者である。

## 大会経歴
- 1998年　長野パラリンピック大会　バイアスロン／6、7、8位
- 2000年　世界選手権スイス大会　クロスカントリー／5km：銀メダル、10km：5位
- 2002年　ソルトレークシティパラリンピック大会　クロスカントリー／5km：5位、10km：5位
- 2004年　ワールドカップカナダ大会　クロスカントリー／5km：金メダル、10km：4位、15km：銅メダル
- 2005年　トリノパラリンピックプレ大会　バイアスロン／7位
- 2005年　ヨーロッパカップドイツ大会　クロスカントリー／1.5km：銀メダル、5km：銅メダル、20km：5位
- 2006年　トリノパラリンピック大会　リレー／10位
- 2008年　ワールドカップノルウェー大会 バイアスロン／パシュート：8位
- 2010年　バンクーバーパラリンピック大会 バイアスロン出場
- 2012年　ジャパンパラリンピック クロスカントリースキー競技大会 座位ロング／10km、ショート／5km：2位[1]
- 2013年　ジャパンパラクロスカントリースキー競技大会　クロスカントリー／10km、5km：3位
- 2014年　ジャパンパラクロスカントリースキー競技大会　クロスカントリー／5㎞：3位、スプリント：3位

## 脚註
1. ↑  【大会結果】2012ジャパンパラリンピック クロスカントリースキー競技大会 日立ソリューションズ スキー部ブログ 2012年4月17日閲覧